# Бенгю (певица)
Бенгю́ Эрден (тур. Bengü Erden; род. 2 апреля 1979, Измир) — турецкая популярная певица.

## Биография
Бенгю заинтересовалась музыкой ещё в начальной школе, когда попала на концерт Измирского государственного симфонического оркестра. Играла главную роль в постановке «Оливер Твист» на сцене Измира. Брала уроки пения у генерального директора Измирской государственной консерватории Муфита Байраши. В 1998 году завоевала второе место на Pop Show '98 с песней, написанной Муфитом Байрашой. Музыкальное образование продолжила в Стамбульской академии. Три года пела под аккомпанемент Тайфуна Сандыкчы.
Первый её альбом Hoş Geldin (тур. Добро пожаловать) вышел 3 июля 2000 года после трёх с половиной лет подготовки. На родине и за границей дала около трёхсот концертов. 25 декабря 2004 года дебютировала в качестве телеведущей на канале ATV. Однако настоящий успех к ней пришёл 30 мая 2005, когда она выпустила свой второй альбом Bağlasan Durmam (тур. Не остановлюсь, даже если привяжешь). Вышедший 12 июня 2007 года альбом Taktik (тур. Тактика) вместе с композицией «Korkma Kalbim» (тур. Не бойся, сердце моё) только укрепил популярность Бенгю.
Летом 2008 года Бенгю выпустила свой четвёртый альбом Gezegen (тур. Планета). По открывающей композиции был снят одноимённый клип.
Летом 2009 вышел пятый альбом под названием İki Melek (тур. Два ангела), записанный студией Avrupa Müzik. Клипы, снятые на песни «İki Melek» и «Kocaman Öpüyorum» (тур. Крепко целую), завоевали первое место в чарте Billboard Türkiye. Этот же альбом принёс Бенгю звание Лучшей популярной певицы на Тринадцатом награждении музыкантов İstanbul FM.

## Дискография

### Альбомы
- 2001 Hoş Geldin (Добро пожаловать)
- 2005 Bağlasan Durmam (Не остановлюсь, даже если привяжешь)
- 2007 Taktik (Тактика)
- 2008 Gezegen (Планета)
- 2009 İki Melek (Два ангела)

### Видеоклипы
- Sen Bir Çiçeksin
- Güller Yanıyor
- Korkumdan Ağladım
- Gel Gel
- Ciddi Ciddi
- Müjde
- Bağlasan Durmam
- Korkma Kalbim
- Unut Beni
- Gezegen
- İki Melek
- Kocaman Öpüyorum
- Feveran

### Первые места в чартах
| Taktik    | «Korkma Kalbim»    | 2  | —  |
| Taktik    | «Unut Beni»        | 2  | —  |
| Gezegen   | «Gezegen»          | 9  | —  |
| Gezegen   | «Doya Doya Tat»    | 11 | —  |
| İki Melek | «İki Melek»        | 1  | 84 |
| İki Melek | «Kocaman Öpüyorum» | 1  | 88 |

### Награды
| Год  | Организация, выдавшая награду | Категория                |
| ---- | ----------------------------- | ------------------------ |
| 2009 | İstanbul FM Müzik Ödülleri    | Лучшая популярная певица |